# 파놈군
파놈군은 수랏타니주의 행정 구역이다. 이 지역의 총 인구 수는 2005년 기준으로 33513명이다. 인구 밀도는 47.4km2이다.